# Chipping Campden
Chipping Campden ist eine kleine Stadt im District Cotswold in Gloucestershire im Südwesten Englands. Die Stadt ist bekannt für die mit Reihenhäusern gesäumte Hauptstraße aus der Zeit zwischen dem 14. und 17. Jahrhundert.

## Geschichte
Campden erhielt Stadtrechte unter Heinrich II und Marktrechte unter Heinrich III (seitdem Chipping Campden, von ME. cēping, Markt). Die Unterlagen gingen verloren und musste unter Jakob I. für 100 Pfund neu erworben werden, auch diese Urkunde ist jedoch verloren.
Im Mittelalter wurde die Stadt durch den Wollhandel reich. Davon zeugt unter anderem die gotische Kirche St. James. Der Kaufmann Baptist Hickes erwarb ca. 1609 das Herrenhaus von Chipping Campden.
Camden House wurde zu Beginn der Regierungszeit von Jakob I. für Baptist Hickes erbaut, es liegt direkt südlich der Kirche. Es wurde 1645 im Bürgerkrieg von der royalistischen Garnison niedergebrannt. Sein großer Garten ist von einem Erdwall umgeben. Hickes ließ auch die Markthalle errichten und stiftete 1612 eine Kanzel in der Kirche.
1902 siedelten sich der Londoner Architekt Charles Robert Ashbee und seine von William Morris beeinflusste Guild of Handicraft in   der alten Seidenfabrik in der Sheep Street an. Die Zunft wurde 1907 wegen Geldmangel aufgelöst. Ashden und einige Handwerker blieben in der Stadt. Der Bildhauer Alec Miller gründete mit seinem Bruder Fred und dem Holzschnitzer Will Hart die Firma “Messrs. Miller & Hart, Architectural Sculptors and Carvers” at “The Studio, Campden, Glos.”
Die Campden and District Historical and Archaeological Society, seit 1984 Chipping Campden History Society untersucht die Geschichte der Stadt und hat karitativen Status.

## Söhne und Töchter der Stadt
- William Greville († 1401), Wollhändler und Ahnherr der momentanen Grafen von Warwick
- Robert Payne Smith (1818–1895), Theologieprofessor an der University of Oxford
- Frederick Merriman (1873–1940), Tauzieher
- Ernest Henry Wilson (1876–1930), Botaniker und Pflanzensammler

## Bewohner
1931–1933 lebte der damals noch unbekannte Romanschriftsteller Graham Greene im Haus Little Orchard in der Mud Lane am Rand der Stadt.

## Sehenswürdigkeiten
- Im Court Barn befindet sich ein Arts&Crafts Museum
- Hidcote Manor
- Kiftsgate Court Garden